# North and Middle Littleton
North and Middle Littleton är en parish i Storbritannien.   Den ligger i grevskapet Worcestershire och riksdelen England, i den södra delen av landet, 140 km nordväst om huvudstaden London. Antalet invånare är 906.